# Война за испанското наследство
Войната за испанското наследство (на испански: guerra de sucesión española; на английски език: War of the Spanish Succession) е продължителна (1701 – 1714 г.) и кръвопролитна война в Западна Европа, предизвикана от липсата на законен наследник на бездетния испански крал Карлос II. От една страна воюват Франция и курфюрство Бавария, а от друга – Великобритания, Съединени провинции (Холандия), Хабсбургска монархия, Савойско херцогство и Португалия. Самата Испания става арена на ожесточен сблъсък между двама кандидати за престола и вътрешно се разделя така: центърът около Кастилия поддържа френския кандидат, а североизтокът с център Барселона е за австрийския кандидат.

## Политическа обстановка и причини
Испанското наследство е въпрос, който занимава умовете на европейските политици откакто династията на Хабсбургите в Мадрид видимо започва да отслабва и особено откакто на престола е Карлос II (1665 – 1700 г.) – слабоумен и неразвит нещастен човек, който не може да има деца.
В териториално отношение испанското наследство не е за пренебрегване – освен самата Испания то включва Южна Италия, Сицилия, Сардиния, Милано, Южна Нидерландия (днес приблизително Белгия), 2 – 3 крепости в Северна Африка, както и огромната колониална система в Америка и Филипините. Много европейски владетели искат да откъснат някое парче от тази империя, но основният въпрос е кой ще наследи престола на Хабсбургите. Франция и Австрия имат сериозни династични основания да претендират за своите кандидати, докато Англия и Холандия предпочитат престолът да попадне в човек, който не е обвързан с никоя от Великите сили, за да не се стигне до създаването на нова доминираща държава в Европа по подобие на империята на Карл V.
През 1698 и 1700 г., френският крал Луи XIV и основният му противник Уилям III – английски крал и щатхалтер на Холандия – подписват два договора за подялба на наследството. Според първия, испанският престол се пада на един баварски принц в детска възраст, далечен наследник на Карлос II, който обаче скоро умира. Така се налага да се състави нов договор, в който Луи XIV се съгласява да остави Испания на австрийците, ако получи Южна Италия със Сицилия и Сардиния.
Умиращият испански крал се противопоставя на разделителните договори, изразявайки позицията на испанското общество, че наследството не трябва да се дели. Той прави завещание, тайно одобрено от Светия престол – папата, в полза на френския, а не на австрийския кандидат. Когато Карлос II умира през ноември 1700 г., Луи XIV е изправен пред сложен избор – или да приеме завещанието, с което да наруши договорите и да разруши новия си съюз с Англия и Холандия, или да го отхвърли, проявявайки разум. Дилемата има и още един аспект: дали да се бори за интересите на своята династия, която ще може да заеме още един престол, или за интересите на страната си, която се нуждае от мир и силни съюзници. Доколкото тогава има формирана френска общественост, тя подкрепя правата на Франция върху испанския трон, пропагандирани от четири десетилетия от правителството. Затова Луи XIV изпраща своя внук Филип д'Анжу в Мадрид, като преди това изрича знаменитата фраза „Няма вече Пиренеи“ (планината, която разделя Франция и Испания). Легендарно е твърдението, че тя накарала останалите държави да се съюзят срещу Франция. Всъщност в началото Англия не реагира (тя дори признава Филип за испански крал), а Австрия е безпомощна в своя гняв. Луи обаче решава да бъде арогантен и през февруари 1701 г. превантивно окупира буферните крепости в Нидерландия и осигурява френски монопол върху вноса на негри-роби в испанските колонии – важен източник на приходи за Англия. Уилям III разбира, че това е в действителност обявяване на война и подновява с австрийския император Леополд I своя Велик съюз срещу Франция от 1689 г. Официално съюзниците обявяват война едва на 15 май 1702 г.

## Равновесие на силите (1701 – 1704)
През тези първи години става ясно, че войната ще има два отделни, но свързани помежду си конфликта. От една страна Франция е нападната от съюзническите армии, поемайки по този начин основния удар, а от друга страна австрийският кандидат Карл (син на Леополд I) с австрийски и английски сили нахлува в Испания през 1705 г. в опит да се укрепи там. В Испания Карл е наричан Карлос III, в негова подкрепа се обявяват Каталония и Арагон и той остава там шест години до смъртта на брат си Йозеф I, след което се завръща във Виена и поема императорската корона на Свещената Римска империя.
Франция поема инициативата и през пролетта на 1701 г. сключва съюзни договори с Бавария, Савоя, Португалия и архиепископство Кьолн. В това време маршалите Никола Катина и Вилроа нахлуват в Северна Италия, окупирайки Милано. Армиите им обаче търпят поражения при Киари, Кремона и Луцара (1701 – 1702) главно от видния имперски генерал Евгений Савойски. По течението на Рейн първоначално съюзниците имат известна преднина, осъществявайки контрол върху Елзас и Люксембург, но скоро са изтикани оттам от способния маршал Вилар. Той ги побеждава през 1702 при Фридлинген в Шварцвалд и през 1703 при Хьохщедт. С тези успехи той убеждава баварския курфюрст Макс Емануел да започне активни действия в подкрепа на Франция и тя получава възможност с решителна операция да придвижи силите си до Виена и да я превземе. В Нидерландия на французите не им върви, тъй като срещу тях там действа опитният и талантлив английски генерал Марлборо. Той ги изтласква от техните предни позиции до самата холандска граница, след което навлиза в Германия и превзема Бон.
През това време съюзниците правят неуспешни опити да нахлуят в Испания и да предизвикат вътрешна война, в която пряко да се постави въпросът кой да бъде испански крал. През 1702 г. англо-холандски флот атакува Кадис, но е отблъснат от смелия губернатор на града. На връщане той успява да потопи голяма испанска ескадра в залива Виго (23 октомври), но като цяло акцията се проваля. Филип V стои твърдо на мястото си и никоя част от испанското общество не му се противопоставя открито. Едва през 1703 г., след като съюзниците привличат Португалия на своя страна, се създава фронт на Пиренейския полуостров, на който англичаните веднага изпращат войска. 1703 г. е провал за френската дипломация и със загубата на Савоя, която също решава да подкрепи австрийския кандидат.
В началото на 1704 г. двете воюващи страни поддържат крехко равновесие без стабилни фронтове, а с активни действия. Крепости падат всеки месец, серия малки сражения бележат динамиката на този период. Най-значителните събития са превземането на Гибралтар от англичаните (адмирал Джордж Рук) през август и последвалата същия месец морска битка при Малага. Гибралтар е малка крепост на входа на Средиземно море, свързана със сушата чрез тесен провлак, принадлежаща на Испания. Идеята на Рук за превземането му е почти случайна, но установява положение, което е запазено и днес.

## Надмощие на съюзниците (1704 – 1709)
Още преди битката при Малага в Германия се състои важното сражение при Бленхайм, в което обединените сили на Марлборо и Евгений Савойски разгромяват напълно френската армия, командвана от маршалите Марсан и Таяр. Прекият резултат е капитулацията на Бавария пред имперските сили, а непрекият е, че тази битка обръща хода на войната и дава на съюзниците чувствително предимство за петгодишен период. Те успяват да се възползват от него само донякъде, като провокират началото на гражданска война в Испания и овладяват цяла Испанска Нидерландия, но не успяват да засегнат толкова тежко Франция, че да спечелят войната.
През 1704 г. за първи път се водят сериозни военни действия на Пиренейския полуостров, тъй като Испания напада Португалия. Атаката не е решителна и затова се проваля. Проваля се и опитът да се вдигнат на бунт североизточните испански провинции Каталония, Арагон и Валенсия. На следващата година обаче се случва обратното – англичаните свалят край градчето Дения австрийския претендент Карл VI, с което предизвикват въстание в цялата област Валенсия. Въстава и Каталония. През октомври австриецът влиза в Барселона, а Англия установява с него дипломатически отношения. Армията на Филип V, начело с френски офицери, напредва към Каталония, но е принудена да се оттегли, когато към въстанието се присъединява Арагон. Съдбата се обръща напълно и сега Карл успява да превземе Мадрид (1706). Филип V се оттегля в Бургос. Но австрийското присъствие в испанската столица продължава само седем месеца – Карл е принуден да се оттегли, без да спечели симпатиите на кастилците.
Не само със загубата на Мадрид през 1706 г. е трагична за французите. Освен това те губят битката при Торино и по този начин са принудени да изоставят цялата кауза на Бурбоните в Италия. Оттеглянето им отвъд Алпите означава, че австрийските армии могат безпрепятствено да влязат в Неапол и да завладеят Сицилия. В същото време и борбата за Испанска Нидерландия е изгубена след голямата победа на Марлборо при Рамили. Именно през 1706 г. тези владения окончателно отпадат от сферата на испанския контрол. През 1708 г. нова победа на Марлоборо и принц Евгений, този път при Уденарде, отваря възможност за нахлуване във Франция и в края на същата година след геройска съпротива Лил – първият френски град по пътя към Париж – пада в ръцете на англичаните.
На този фон победите на маршал Бервик в Испания – при Алманса през 1707, Бриуега през 1709 и Вила Висоса през 1710 г. – изглеждат от второстепенно значение. Все пак те спасяват испанския трон за Филип V и след 1710 г. за него вече няма съществена заплаха.

## Последни години от войната (1709 – 1714)
През май 1709 г. съюзниците са в състояние да поставят условията си на Франция за постигането на изгоден за тях мир. На започналите преговори те представят на френските парламентьори документ с изключително сурови условия – Франция да се откаже от всички основни завоевания от 1648 г. насам (вкл. Елзас и Франш-Конте), Филип V да абдикира и да напусне Испания (за което ще получи Неапол и Сицилия), а ако не приеме да направи това Луи XIV трябва с армиите си да помогне на съюзниците да го прогонят. Луи е готов да жертва плодовете на цялото си дело, но не и да се бие със собствения си внук. Затова той отхвърля предложението за мир и прави документа всенародно достояние. Изригналото национално възмущение той използва, за да създаде нова армия от доброволци и да постави начело заслужилия маршал Вилар – последната надежда на Франция.
На 11 септември 1709 г. се състои решителната битка във войната – при градчето Малплаке в Нидерландия. Позициите на Вилар с 90 000 души са атакувани от 120 000 съюзници (англичани, австрийци и холандци), водени отново от двамата блестящи генерали Евгений Савойски и Марлборо. Този път обаче срещу тях стои не по-малко опитен военачалник, който отблъсква всички атаки. Накрая се оттегля, но с по-малки загуби спрямо съюзниците. Вилар с право може да претендира, че е победител и безспорно е такъв, поне от психологическа гледна точка, защото с тази битка Франция показва, че няма да се предаде.
През 1711 г. във Великия съюз започва криза, свързана със смъртта на австрийския император Йозеф I, първи син на Леополд I. Тъй като и той няма деца, автоматично е наследен от по-малкия брат Карл VI, същият, който претендира и за испанския престол. При това положение англичаните са силно разколебани в подкрепата си за него. Пълният разрив идва през 1712 г., когато торите в Англия, като покровители на Марлборо и военния курс, губят изборите и наследилите ги виги бързо прекратяват военните действия. Те отзовават и разжалват Марлборо и се насочват към сключване на мир с Франция и Испания.
Австрийците, холандците и германците остават сами срещу възраждащата се френска мощ и скоро претърпяват ново поражение. Вилар търси случай да затвърди впечатлението, че има военно превъзходство и успява да издебне холандските сили при Денен на 24 юли 1712 г. Той ги напада и разгромява, а бързото придвижване на принц Евгений не сполучва да спаси положението. Що се отнася до Испания, там армите на Филип V обсаждат Барселона и въпреки цялата смелост на защитниците и активното подпомагане по море я превземат през 1714 г. С това гражданската война в Испания привършва.

## Утрехтски и Ращатски договори
През март и април 1713 г. в холандския град Утрехт се подписват договорите за мир между Франция и Испания от една страна и Англия, Холандия и Савоя от друга. Филип V е признат за испански крал, но се отказва от всякакви права върху френския престол (едно отричане, което французите не считат за съвсем законно). Той запазва колониалната система на Испания, но загубва Сицилия и част от Милано в полза на Савоя, както и Гибралтар и остров Менорка (от Балеарските) в полза на Англия. Испанските земи отнети от австрийците не са предмет на разговори, тъй като Австрия не участва в преговорите. Испания отстъпва на Англия и контрола върху търговията с роби за испанските колонии, както е било преди 1700 г. Франция не се отказва от никакви свои територии, освен от малки постове в Америка в полза на Англия, но обещава да не подкрепя повече свалената династия Стюарт в опитите ѝ да си върне английския престол.
Дори след тези договори войната между Австрия и германските държави от една страна и Франция и Испания от друга продължава. Принц Евгений може само да наблюдава със своите 40 000 останали войници как 100-хилядната армия на Вилар навлиза в Германия и превзема редица крепости, между които и Фрайбург. Той се вижда принуден да преговаря за мир с Франция, като договорът е подписан през септември 1714 г. в Ращат и потвърден от Райхстага. Никакви сериозни промени не настъпват съгласно този договор. Дори ако това слага край на същинските военни действия, Австрия и Испания остават във война, прекратена едва през 1720 г., при което Испания признава загубата на Южна Италия и Сицилия (дадена сега на Австрия), Сардиния (минава към Савоя), Ломбардия с Милано и Нидерландия.
Филип V започва процес за централизиране на испанската династична конфедерация, като ликвидира автономията на областите на Арагонската корона (Арагон, Каталония и Валенсия). Налага в страната абсолютизъм от френски тип и дава възможност за силно културно влияние на Франция. От друга страна той не се отказва от опитите да си върне част от изгубените испански владения в Италия, което предизвиква нови конфликти през 30-те и 40-те години на XVIII век.